# Pénitencier d’État du Mississippi
Mississippi State Penitentiary
Le pénitencier d’État du Mississippi (en anglais : Mississippi State Penitentiary ou MSP), également appelé localement Parchman Farm, est une prison agricole américaine située dans le comté de Sunflower et dans l’État du Mississippi. L'établissement est géré par le Mississippi Department of Corrections (en).

## Histoire
Cette prison, ouverte en 1901, a une superficie de 18 000 acres (73 km²), et une longueur, de l'entrée avant à l'entrée arrière, de 8,7 km. Elle comporte une chambre d'exécution par injection létale, la seule qui soit habilitée à appliquer la peine de mort au Mississippi, et un couloir de la mort pour les hommes. 
Les femmes, détenues dans une autre prison — la Central Mississippi Correctional Facility (en) (CMCF) — sont également exécutées à cet endroit.

## Conditions de vie

### Éducation
En 2005, un campus du Séminaire théologique baptiste de la Nouvelle-Orléans a été implanté sur le pénitencier . 

## Détenus notables
- Son House